# Премия имени Юрия Коваля
Учреждена журналом "Мурзилка" в 2008 году.
Вручается за достижения в пространстве детской литературы писателям, поэтам, художникам-иллюстраторам и не только.
Список лауреатов по годам.
2019
Сергей Георгиевич  ГЕОРГИЕВ и Станислав Владимирович ВОСТОКОВ - писатели;
Максим Сергеевич МИТРОФАНОВ - художник;
Алёна Борисовна ЕРМОЛАЕВА - заведующая библиотекой № 152 г. Москвы .
2018
Марина Владимировна ДРУЖИНИНА – поэт, писатель, ученица Ю. Коваля, член Союза писателей России;
Виктор Владимирович ЛУНИН – поэт, писатель, переводчик, член редколлегии «Мурзилки», член Союза писателей России;
Наталья Петровна САЛИЕНКО – художник-иллюстратор;
Алексей Евгеньевич СМИРНОВ — учёный, писатель, академик Российской академии естественных наук;
Александр Петрович ТОРОПЦЕВ – писатель, ученик Ю. Коваля, член Союза писателей России.
2014
Галина Александровна МАКАВЕЕВА – заслуженный художник России.
Мария Михайловна ЛУКАШКИНА – поэт, писател, переводчик, драматург, ученица Ю. И. Коваля, члену Союза писателей России.
Наталия Валентиновна ЕРМИЛЬЧЕНКО – писатель, переводчик, ученица Ю. И. Коваля.
Ирина Ивановна ВОЛКОВА – филолог, журналист, литературный секретарь Ю. И. Коваля.
2011
Ирина Алексеевна АНТОНОВА – писатель, драматург, сценарист.
Андрей Алексеевич УСАЧЁВ – писатель, поэт.
Николай Александрович УСТИНОВ – народный художник России
2009
Ирина Петровна ТОКМАКОВА – поэт, писатель, переводчик.
Виктор Александрович ЧИЖИКОВ – заслуженный художник РФ, автор Мишки – талисмана Олимпиады 1980 года.
Марина Львовна МОСКВИНА – писатель.
Игорь Георгиевич СУХИН – писатель, ученый, руководитель проекта «Шахматы – детям».